# Шипилов, Яков Петрович
Яков Петрович Шипилов (31 августа 1925, Старосеславино, Тамбовская губерния — 31 августа 2011, Арпачин, Ростовская область) — участник Великой Отечественной войны, командир роты 361-го отдельного пулемётно-артиллерийского батальона (159-й укреплённый район, 40-я армия, 2-й Украинский фронт), лейтенант. Герой Советского Союза (1945).

## Биография

### Начальная биография
Родился 31 августа 1925 года в селе Старосеславино Козловского уезда Тамбовской губернии (ныне — Первомайского района Тамбовской области) в семье крестьянина. Русский.
Окончил 7 классов сеславинской средней школы, работал физруком в школе.

### В Великую Отечественную войну
В Красной Армии с января 1943 года. Окончил Орджоникидзевское военное пехотное училище в мае 1944 года и направлен на фронт. Член ВКП(б) с 1945 года.
На 2-м Украинском фронте в составе 40-й армии Я. П. Шипилов участвовал в Ясско-Кишинёвской стратегической наступательной операции (20 − 29 августа 1944 года); Бухарестско-Арадской наступательной операции (30 августа — 3 октября 1944 года); Дебреценской наступательной операции (6 — 28 октября 1944 года) и освобождении города Сату-Маре (Румыния); Будапештской стратегической наступательной операции (с 29 октября 1944 по январь 1945 года).
Как командир роты отдельного пулемётно-артиллерийского батальона отличился в боях при освобождении Венгрии. 30 октября 1944 года его рота форсировала реку Тиса в районе города Кочерд, захватила небольшой плацдарм и в течение 3 дней отбивала контратаки противника.
За отличие в Будапештской стратегической наступательной операции награждён орденом Отечественной войны 1-й степени и представлен к званию Героя Советского Союза.
В 1945 году на 4-м Украинском фронте в составе 18-й армии участвовал в Западно-Карпатской наступательной операции (12 января — 18 февраля 1945 года), в том числе освобождении словацких городов Кошице, Спишска-Нова-Вес и Кежмарок.
Командир пулемётного взвода 361-го отдельного пулёметно-артиллерийского батальона лейтенант Я. П. Шипилов в наступательном бою за город Спишска-Нова-Вес во время атаки переднего края обороны противника увлёк за собой взвод, который первым ворвался в траншеи противника и обеспечил успех своего подразделения. Был награжден орденом Красной Звезды.
В дальнейшем в составе 18-й армии участвовал в Моравско-Остравской наступательной операции на территории Словакии (10 марта — 5 мая 1945 года) и Пражской стратегической наступательной операции (6 — 12 мая 1945 года).
8 апреля 1945 года в боях за высоту 979 (гора Сенково) в районе Нова-Бистрица, находясь в разведке, установил передний край фланга противника. При наступлении со своим взводом зашел в тыл врага и атаковал 4 огневые точки, чем дал возможность батальону вклиниться в оборону противника и развить успех наступления.
14 апреля в бою за безымянную высоту западнее высоты 861, действуя с группой автоматчиков, обошёл рубеж противника с фланга и атаковал 3 его огневые точки. Преследуя бегущего врага, из своего автомата уничтожил трёх солдат.
Окончание войны встретил под Прагой.

### После войны
После войны продолжил службу в Вооруженных силах. В 1947 году окончил КУОС, в 1950 году — Высшие офицерские курсы ВДВ. Позже стал начальником парашютно-десантной службы авиации СКВО, старшим тренером по парашютному спорту военного округа. Произвёл 2000 прыжков с парашютом, его спортсмены установили 9 мировых и всесоюзных рекордов по парашютному спорту.
С 1976 года в отставке в звании полковника. Жил в Ростове-на-Дону.
Жена — Эмма Иосифовна Шипилова (род. 1929). В 1982 году они переехали из Ростова в хутор Арпачин Багаевского района Ростовской области. Жили в доме, который Яков Петрович построил своими руками вместе с сыновьями. У них трое детей и пятеро внуков.
Умер 31 августа 2011 года.

## Награды
- медаль «Золотая Звезда» (24.3.1945[4])
- орден Ленина (24.3.1945[4])
- орден Отечественной войны I степени(17.05.1945[3])
- орден Отечественной войны I степени(11.03.1985[7])
- орден Отечественной войны II степени(16.10.1944[8])
- орден Красной Звезды (05.03.1945[5])
- медаль «За боевые заслуги» (05.11.1954[9])
- медаль «В ознаменование 100-летия со дня рождения Владимира Ильича Ленина» (06.04.1970)
- медаль «За победу над Германией в Великой Отечественной войне 1941—1945 гг.»
- медаль «Двадцать лет Победы в Великой Отечественной войне 1941—1945 гг.»
- юбилейная медаль «Тридцать лет Победы в Великой Отечественной войне 1941—1945 гг.»[10]
- юбилейная медаль «Сорок лет Победы в Великой Отечественной войне 1941—1945 гг.»[11]
- юбилейная медаль «50 лет Победы в Великой Отечественной войне 1941—1945 гг.»[12]
- юбилейная медаль «60 лет Победы в Великой Отечественной войне 1941—1945 гг.»
- юбилейная медаль «65 лет Победы в Великой Отечественной войне 1941—1945 гг.»
- медаль «Ветеран труда»
- медаль «30 лет Советской Армии и Флота»[13]
- юбилейная медаль «40 лет Вооружённых Сил СССР»[14]
- юбилейная медаль «50 лет Вооружённых Сил СССР» (26 декабря 1967[15])
- юбилейная медаль «60 лет Вооружённых Сил СССР» (28 января 1978[16])
- юбилейная медаль «70 лет Вооружённых Сил СССР» (28 января 1988[17])
- и другими

## Память
- В музее старосеславинской школы один из стендов посвящён Якову Петровичу[6].
- Имя Героя увековечено на сайте МО РФ «Дорога памяти»[18].